# У моря. Семья
«У моря. Семья» — одна из наиболее известных картин народного художника РСФСР, академика Российской академии художеств Дмитрия Жилинского. Создана в 1964 году. Находится в коллекции и экспозиции Государственной Третьяковской галереи.
Картину «У моря. Семья» заместитель директора Третьяковской галереи Ирина Лебедева назвала визитной карточкой художника в собрании музея. Она была воспроизведена на многих открытках, плакатах, обложке каталога работ художника на его персональной выставке. Картина является одним из самых известных полотен художника. Современный искусствовед видит в картине «гимн жизни, любви, материнству, детству, апофеоз редкого мгновения единения с семьёй и природой».

## История создания и судьба картины
В 1961 году художник совершил поездку в Италию, где изучал живопись эпохи Возрождения. Большое впечатление произвели на него работы Джотто и Паоло Уччелло. Работая над этой картиной, Жилинский впервые использовал новую для себя технику — темперу. Традиции техники темперной живописи по левкасу на древесно-стружечной плите восходят к византийскому и древнерусскому искусству, частично — к произведениям старых европейских мастеров. Техника масляной живописи перестала отвечать намерениям Жилинского. Сам художник вспоминал: «Где-то в начале шестидесятых годов мой друг Альберт Папикян подарил мне темперу, сказав: „По-моему, — это твой материал“». Дмитрий Жилинский обычно использовал не деревянные доски, а оргалит и древесно-стружечные плиты (более доступные аналоги, обладающие жёсткостью). Перед нанесением левкаса на древесно-стружечную плиту, имеющую неровную поверхность, художник наклеивал на неё ткань. Нанося на картину поливинилацетатную темперу, Жилинский соединял её с желтковой эмульсией для прочности и сохранения насыщенности цвета. 
На выставке, где художник впервые представил картину «У моря. Семья», организаторы разместили её в графическом отделе, сославшись, что это не масляная живопись. Перевесили её в отдел живописи только после личного вмешательства Е. Ф. Белашовой, занимавшей высокую должность в Союзе художников СССР.

### Картина в собрании Третьяковской галереи и на выставках

Картины Жилинского «У моря. Семья» и «Воскресный день» в Новой Третьяковке, 2019

Техника исполнения картины — поливинилацетатная темпера на оргалите и левкасе, покрытая лаком (в периодической печати, монографиях и статьях называются и другие варианты, например, написана темперой по деревянной доске и левкасу и сверху покрыта лаком, ещё один вариант — ДСП). Размер — 125 × 90 см. Картина «У моря. Семья» находится в коллекции Государственной Третьяковской галереи. Она поступила в музей в 1968 году, с неё началось формирование собрания работ художника в Третьяковской галерее. Жилинский рассказывал о приобретении этой картины музеем (с сохранением орфографии автора): 

«Первая моя небольшая картина — это „Семья. У моря“. У меня её Третьяковская галерея приобрела, не помню точно за сколько, но за хорошие деньги. Третьяковская галерея, Министерство культуры, все жаловались тогда, что всесоюзные выставки, Манеж — и художники стараются сделать большие картины. А нам, говорят, закупать нужно — и куда их девать? Я говорю: вы объявите, что мне мильон заплатили за маленькую, тогда все будут делать маленькие. Но так они и не объявили».— Дмитрий Жилинский, Алексей Козырев
В настоящее время картина представлена в Новой Третьяковке в постоянной экспозиции в зале № 36. До этого она долгое время находилась в зале № 42 главного корпуса музея.
В собрании Третьяковской галереи хранится набросок графитным карандашом на бумаге, размером 19,9 × 14 см, под названием «Портрет сына». Там же находится и ещё один набросок графитным карандашом на бумаге, размером 57,5 × 39,8 см, под названием «Обнажённая девочка. Голова. Рука. Торс».
Картина и эскизы к ней неоднократно представляли творчество художника на его персональных и коллективных выставках. Среди последних: «Дмитрий Жилинский» в Русском музее (персональная, Санкт-Петербург, 14 ноября 2012 — 25 февраля 2013 года), «Сотворение мира» — выставка в Российской академии художеств (персональная к 90-летию художника, Москва, с 24 мая по 18 июня 2017 года), «Дмитрий Жилинский. Ближний круг» в Третьяковской галерее (персональная, Москва, 13 апреля — 5 июля 2018 года).

## Сюжет картины
На картине изображено Чёрное море, которое Жилинский называл своей родиной. На каменистом пирсе, на фоне изумрудной воды и ещё одного находящегося вдали пирса стоит прекрасная женщина в алом купальнике, обнимающая дочку и ласкающая маленького мальчика. Смысловым центром композиции «У моря. Семья» стал образ женщины — воплощение представлений художника об идеале женственности и материнства. Перед ними, только что вынырнув из воды, в упор смотрит мужчина — отец и супруг. Он поднимает на острие гарпуна рыбу. Фигуры детей и мужа дополняют гармоничный образ семьи. Мать и дочь с доверием касаются друг друга. Мать поднимает руку над головой сына, что, по мнению Анны Дьяконицыной, можно трактовать как жест защиты. Рука мальчика направлена к рыбе, которую поймал отец. Глава семьи — единственный из всех персонажей полотна, кто смотрит прямо на зрителя. Его поза и пристальный взгляд связывались искусствоведом Третьяковской галереи с самой ситуацией позирования, так как художник писал свой автопортрет, глядя в зеркало. Дьяконицына видела в его облике отстранение и рефлексию — особенности мировосприятия человека XX века, проступающие сквозь классические по духу форму и образный строй картины.

## Персонажи картины
Герои картины портретны. Сама картина представляет собой автопортрет с женой и детьми. По мнению Анны Дьяконицыной, картина показывает гармоничную семью, в которой родители оберегают и поддерживают подрастающее поколение.
На первом плане Жилинский изобразил себя и свою семью:
- Первая супруга Жилинского Нина Ивановна Жилинская (до замужества носила фамилию Кочеткова, 1926—1995) — скульптор и график[27]. Первой в СССР стала создавать скульптурные пейзажи и натюрморты в стиле необарокко, развивала традиции авангардного искусства, деформировала в своих работах человеческое тело. Для её работ характерны «динамика, драматический пафос, дух борьбы и страдания». В 1985 году перенесла инсульт, потеряла способность владеть правой рукой и говорить. Научившись работать левой рукой, художница последние десять лет жизни работала в технике рисунка и живописи[28]
- Дочь художника от первого брака Ольга Дмитриевна Жилинская (род. 1954) в возрасте десяти лет[29]. Закончила Московский художественный институт имени В. И. Сурикова по классу К. А. Тутеволь в 1977 году. Член-корреспондент Российской академии художеств. Работы художницы находятся в музеях современного искусства в Москве, Сочи, а также в частных собраниях России, Канады, Люксембурга и других стран мира[30].
- Сын художника от первого брака Василий Дмитриевич Жилинский (род. 1961) изображён в возрасте трёх лет[29]. В 1985 году окончил Московский государственный художественный институт имени В. И. Сурикова. Работы находятся в музеях и частных собраниях в России, частных собраниях в Японии, Австрии, Франции, Люксембурге и США[31].

Портретными чертами Жилинский наделил и персонажей дальних — второго и третьего — планов. Там он изобразил своих друзей-художников:
- Мужчина, плывущий в байдарке с вёслами в руках, — художник Николай Иванович Терещенко (1924—2005)[8][26][29], заслуженный художник России, работал в жанрах пейзажа, портрета, натюрморта и тематической живописи[32].
- В левом верхнем углу автор включил в группу отдыхающих художника, видного представителя так называемого сурового стиля Г. М. Коржева[8][29][26].
- Рядом с ним — Л. А. Бажбеук-Меликян, художница, была знакома с Жилинским со студенческих времён (1922—2005)[8][29][26].
- Рядом с ними ниже — ещё один коллега Жилинского, Альберт Степанович Папикян (1926—1997)[26][8][29]. Заслуженный художник РСФСР, автор пейзажей и натюрмортов[33].
- Ниже них в воде плавает на автомобильной шине П. П. Оссовский (1925—2015)[29].

## Картина в оценке искусствоведов и зрителей

### Советские искусствоведы и зрители о картине
Кандидат искусствоведения Ольга Балдина так описывала своё первое впечатление от картины в молодые годы:

«С первого же взгляда работа приковывала к себе внимание. В ней было что-то не совсем привычное для живописи тех лет, даже странное: некоторая условность изображения непостижимым образом гармонично сочеталась с реальностью, почти осязаемостью персонажей… Это был не просто курортный сюжет, рассказ об отдыхе благополучной семьи на море. В картине было нечто большее: гимн жизни, любви, материнству, детству, апофеоз редкого мгновения единения с семьёй и природой. Сквозь кажущуюся обыденность сюжета просвечивало что-то глубоко интимное и в то же время общечеловеческое, почти символическое: семья как носительница духовно-нравственных ценностей»— Ольга Балдина. Дмитрий Жилинский — человек и художник: к юбилею мастера
Спустя десятилетия уже в 2012 году Балдина отмечает символическую глубину образа «матери — хранительницы семейного очага» и отца — красивого, молодого и мужественного человека, напоминающего зрителю персонажей эпохи Возрождения, в изображении рыбы она видит «сакральность христианской символики».
По мнению Платона Павлова, Жилинский не только пользуется техникой старинной живописи, но в некоторых аспектах прибегает к стилизации. Сосредоточенная неподвижность черт лица в автопортрете на картине при достаточно жёсткой прорисовке и «гладкой» живописной технике должны вызвать в сознании зрителя ассоциации с портретами не только итальянского Возрождения, но и так называемого Северного Возрождения (например, с «Портретом человека с гвоздикой» Яна ван Эйка). При этом Жилинский подшучивает над «ритуалом купания», над самим собой, над друзьями из МОСХа. Павлов видит в этом лёгкую иронию. Она и душевная теплота изображения жены и детей смягчают статическую репрезентативность картины.
Павлов отмечал, что с точки зрения перспективы в картине можно выделить три части и три плана. Первый план — художник и его семья — имеет одну систему линейной перспективы. Второй план — персонажи на байдарке. Он имеет другую систему и другую точку схода; дальний план — собственную. Второй и третий планы служат фоном для первого. Разрыв между вторым и третьим планами заметен слабее. Если мысленно продолжить изобразительную плоскость вправо и таким образом «завершить» изображение байдарки, то её корма будет почти на уровне купающихся заднего плана. Павлов писал: из этого должно следовать, что расстояние между байдаркой и местом купания незначительно, однако размеры байдарки и сидящих в ней в сопоставлении с размерами фигур на третьем плане показывают значительное расстояние. Этому противоречит угол зрения, под которым зритель смотрит на байдарку. Эти противоречия не бросаются в глаза зрителю, но такое нарушение перспективы воздействует на восприятие картины. Зритель ощущает «не три части одного пространства, а как бы три самостоятельных, смещённых в одной картине пространства».
Мария Шашкина отмечала, что в фигурах первого плана заключено вневременное начало. Их позы проникнуты значительностью. Искусствовед уподобляла фигуру мальчика младенцам на картинах эпохи Возрождения. В автопортрете художника Шашкина увидела отрешённую неподвижность и анатомическую точность. Стилизации и идеализации в духе старых мастеров фигур первого плана Шашкина противопоставила подчёркнуто современных катающихся на байдарке и лодке, удящих рыбу, весело купающихся людей на дальних планах. Художник изобразил их забавными, просто и свободно общающимися между собой. Объединяют разные по смыслу и настроению изобразительные уровни уравновешенная сложная композиция и единый колорит. Он построен на телесном, красном (имеющим особое значение, так как отличается необычайной экспрессией и способностью совместить в себе целую гамму настроений и человеческих состояний), жёлто-оливковом и сине-зелёном цветах, их сочетание использовали мастера эпохи Возрождения и русские иконописцы. Цвета локальными пятнами вписаны в строгий контур рисунка. Художник отказался от классической перспективы, от повествовательного характера и характерного для жанровой живописи сценического композиционно-пространственного построения. Цвет, по словам Марии Шашкиной, даёт картине глубокое и многослойное содержание, которое вкладывалось в него византийскими, древнерусскими мастерами, а впоследствии Кузьмой Петровым-Водкиным.
Советский искусствовед Нина Ватолина отмечала, что рамки семейного портрета в картине художником раздвинуты, чтобы вместить его дружескую среду, привязанности и симпатии. Эта картина, как и другие групповые портреты Жилинского, проникнута сложностью духовных связей, правдивостью вложенных в них чувств. Они воспринимаются как жанровые, сюжетные вещи, но в них заложен «широкий и значительный подтекст размышлений автора, придающий всему происходящему особый глубокий смысл». Два основных цвета, использованных художником, — киноварь купального костюма и изумрудный цвет воды. Они сочетаются с жемчужно-розовым цветом тела ребёнка и золотистыми оттенками цвета фигур взрослых и этим создают радостную гармонию чистых цветов, сопоставленных по принципу, близкому древнерусской живописи. С радостным миром вокруг резко контрастирует полный тревоги взгляд художника. В контрасте безмятежного мира и сдержанного напряжения души Ватолина увидела «сущность любви, оттенок боли и острой уязвимости, который всегда сопутствует нашим привязанностям к близким, который не покидает нас, а может быть, особенно сильно звучит в самые светлые наши минуты». По мнению Ватолиной, такой подход придаёт картине психологическую наполненность. Среди других достоинств советский искусствовед отметила: абсолютную условность при полном уважении к естественной форме, гармоничную цельность при большой детализации, мастерство исполнения, проникновенную нежность к женской красоте и слабости ребёнка.

### Современные российские искусствоведы о картине
Доктор искусствоведения Виталий Манин утверждал, что картина «У моря. Семья» показывает индифферентность художника «к общественным борениям, но очень верно передает жизненный тонус, стремление человека обрести полноту жизни на отдыхе, дома или в занятиях спортом». По мнению Виталия Манина, новизна цветового строя картины позволяет отнести её к «суровому стилю», но тема и её интерпретация расходились с «суровой» жизнью, которую изображали представители этого направления в советской живописи. У мужчины на картине лицо античного героя. Цвет тела проводит градацию от мужественности отца через женственность матери к беззащитности ребёнка. Это различие дополняется линией: Нина Жилинская представлена в «женственной расслабленной позе», которой противостоит решительная фигура автора.
Из-за того, что живопись локальна, ведущее значение приобретают на полотне рисунок и линия, которая просматривается в контрастности контуров фигур и предметов. Пространство, по мнению Виталия Манина, выстроено художником в картине условно, но оно ощущается в сопоставлении фигур: большие на переднем плане и меньшие — на дальних. Фигуры, близкие к зрителю, но равновеликие по размерам с дальними, закрывают их, что также подчёркивает наличие глубины пространства. «Накладывание» одних начертаний на другие напоминает аппликацию. Море, по мнению искусствоведа, в передаче перспективы не участвует, а является фоном. При этом цвет воды, независимо от расстояния по отношению к зрителю, неизменен. Из-за этого создаётся ощущение пространства, которое разворачивается не вдаль, а снизу вверх. Объём фигур персонажей обозначен, но не прописан художником.
Кандидат искусствоведения Виктория Лебедева в книгах о творчестве художника отмечает, что зрителя не оставляет чувство символичности изображённого на полотне. Всё присутствующее на картине застыло в «муляжной неподвижности». Персонажи только «обозначают» движение. Между ними отсутствует контакт. Нет контакта у персонажей и со зрителями. Главный герой полотна строг, сосредоточен, его взгляд погружён в самого себя. 
Полотно представляется не лирической бытовой зарисовкой из жизни счастливой советской семьи, а ритуальным действом, где персонажи кажутся актёрами на театральной сцене, играющими свою роль. Особое значение придаёт Виктория Лебедева появлению на фоне тёмной воды сверкающей серебром рыбы — символа Иисуса Христа и «единения людей». В построении картины Лебедева также отмечает условность и знаковость, «вздыбленность» перспективы, замкнутое пространство фона. Фигуры персонажей на первом плане написаны снизу, это создаёт иллюзию, что они подняты на котурны. Они «предстоят», то есть являют себя зрителю как «совершенный символ человеческих отношений». При этом сине-зелёный без нюансов фон моря, на котором отсутствует движение, лишний раз подчёркивает статичность фигур героев картины. Колорит последней построен на контрастных заливках цветом, к примеру, красное пятно купальника на сине-зелёном
фоне моря. Оно и другие пятна красного цвета в разных участках картины придают ей оттенок тревоги. Цвет тел персонажей различен: смуглый загар — у отца, нежная белизна — у мальчика. 
Картина «У моря. Семья» основана на контрастах и внутренних противоречиях. Первоначальная идиллия распадается при внимательном изучении полотна, «дав место раздумьям о многих проблемах жизни». По мнению Виктории Лебедевой, заурядный эпизод превращён Жилинским в эпически значимое явление.

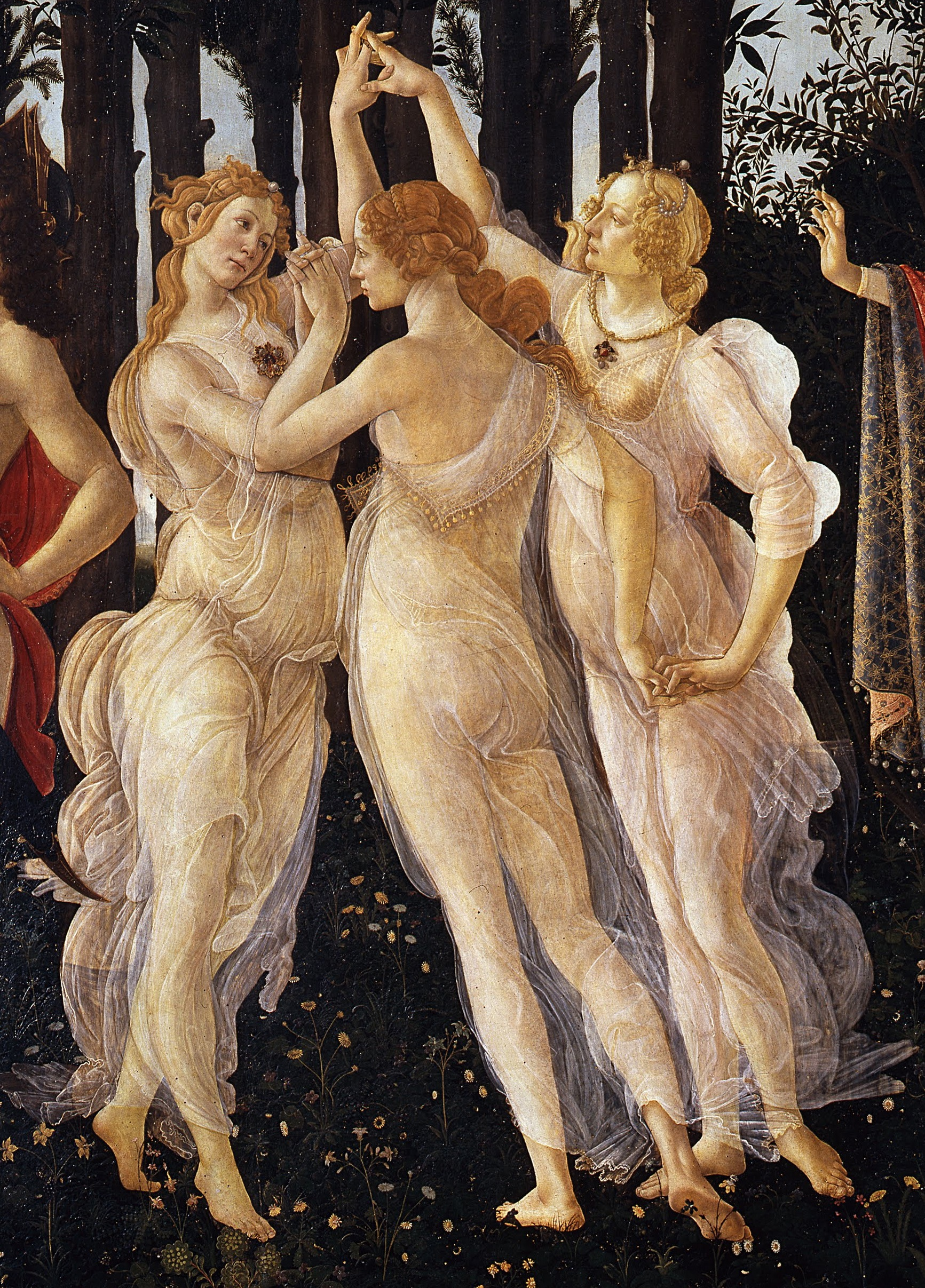
Сандро Боттичелли. Весна, 1482. Фрагмент: три грации

Искусствовед Кирилл Светляков отсчитывает от этой картины начало целого направления в позднесоветском искусстве — ретроспективизма. Особенности живописной манеры картины «У моря. Семья» он считает обусловленными техникой её создания: темпера требует линейности рисунка композиции и необходимости «писать большими плоскостями». В гарпуне, который держит на картине сам художник, искусствовед видит одновременно оружие охотника, дирижёрскую палочку и «символ мужской власти». Изображение жены и детей Светляков соотносит с изображением граций на картине Сандро Боттичелли «Весна». По его мнению, Дмитрий Жилинский сознательно вызывал в памяти зрителей образы с картины Боттичелли, рассчитывая, что «образованные зрители будут «увлечены игрой аллюзий». Светляков считает, что это характерно для соцреализма, который противопоставлял гуманизм эпохи Ренессанса западному модернизму и массовой культуре. Он утверждает, что картина «У моря. Семья» — уникальный образец компромисса между массовой (отдых на Чёрном море) и элитарной (отсылки к Ренессансу) культурой. В этой картине он также видит ассоциации с произведениями американского поп-арта, распространявшегося в это время на Западе. 
Анна Дьяконицына находила общие черты в картинах Жилинского «У моря. Семья» и «Гимнасты СССР» (1964—1965, Государственный Русский музей). Пространство обоих полотен лишено глубины. Планы наложены друг на друга подобно аппликации. В рисунке отмечаются влияние академизма и отсутствие «форсированной» передачи объёма, которая характерна для ранних полотен художника. Особую роль в этих двух картинах приобретают силуэт фигур и локальный цвет, в который окрашены значительные фрагменты композиции. Противопоставляются друг другу алый и сине-зелёный, белый и коричневый, красный и чёрный цвета, это выделяет различные планы картины. Цвет приобретает вещественность красок в иконописи.
В этих картинах художник отошёл от пленэризма, этюдности, передачи световоздушной пространственной среды, окружающей предметы, характерных для московской школы живописи. Внимательное отношение ко всем явлениям мироздания, как к большим, так и к малым, в этих картинах, по мнению Дьяконицыной, сближает Жилинского с мироощущением мастеров эпохи Ренессанса, особенно — с мироощущением живописцев Северного Возрождения, а в какой-то степени — Средневековья. При этом эти две картины Жилинского являются не фотографически точным воспроизведением натуры, а её воссозданием по законам искусства. Несмотря на интерес к деталям, Жилинского интересует не сиюминутность, а вечность, в которой соединяются прошлое и настоящее, а события дня соотносятся с «вечными» темами.
Дьяконицына считала, что в основе картины «У моря. Семья» лежат впечатления художника от летнего отдыха. Композиция включает массу конкретных подробностей, увиденных художником на черноморском пляже: позы, движения, ракурсы, детали купания. Художник при этом не только следует устоявшимся канонам бытового жанра, но и даёт символическое толкование изображённой сцены.

### Картина и увлечение художника подводной охотой
Всесоюзная комиссия по спортивной подводной стрельбе провела в начале 1990-х годов исследование по каталогам музеев СССР и обнаружила, что картина Дмитрия Жилинского «У моря. Семья», изображающая подводного охотника, — единственная на подобную тему, находящаяся в государственных коллекциях. Жилинский сам в начале 1960-х годов увлекался подводной охотой, которая тогда только зарождалась. Первоначально подводные ружья отсутствовали в продаже, поэтому их делали для себя сами охотники. Ко времени написания картины у Жилинского уже было собственное настоящее, приобретённое в магазине ружьё с гарпуном и резиной. Он говорил в интервью: «Рыба была непуганая, её можно было добывать шилом в буквальном смысле… случалось, не поверите, ныряешь, как в садок. Я жил в Сочи, и хотя специально не охотился, всякий раз, купаясь, нырял за рыбой». Его друг профессор Меркулов, разделявший увлечение художника, без ружья, в маске и ластах, а иногда и без них, по словам художника, при хорошей погоде мог добыть к завтраку за утро десяток кефалей, каждая по 300—400 грамм.
В руке Жилинского изображён гарпун, на острие которого наколота кефаль. Изображены и другие детали хобби художника: маска лежит перед ним, справа — трубка к ней, дочка держит чёрные ласты. Несмотря на своё увлечение, сам художник в интервью заявлял, что к сюжету картины подходил не как охотник, а как художник.